# Прапор Третього Рейху
Прапор Третього Рейху (нім. die Reichsflagge) був офіційним державним символом Німеччини (з 1943 — Великонімеччини) (нім. Großdeutsches Reich) з 1935 по 1945 і являв собою прямокутне червоне полотнище з розташованою в центрі на білому колі чорною похилою правосторонньою свастикою, мав офіційну назву die Hakenkreuzflagge («прапор зі свастикою», дослівно — «прапор з гачкуватим хрестом»). Нацисти заборонили використовувати імперський триколор, назвавши його «реакційним», і зробили свій партійний прапор національним прапором Німеччини як частину Нюрнберзьких законів у 1935,

## 1933—1935
12 березня 1933 указом про попереднє регулювання вивішування прапорів було встановлено, що надалі повинні одночасно підніматися (вивішуватися) разом чорно-біло-червоний прапор і прапор зі свастикою (нім. die Hakenkreuzflagge), так як " ці прапори пов'язують славне минуле німецької держави і енергійне відродження німецької нації. Спільно вони повинні представляти державну владу і внутрішній тісний зв'язок всього німецького народу ". На військових будівлях і спорудах наказувалось вивішувати тільки державний військовий прапор (нім. die Reichskriegsflagge).
22 квітня 1933 «Другим розпорядженням про попереднє регулювання використання прапорів» було встановлено:

1. Штандарт державного президента (die Standarte des Reichspräsidenten) — рівносторонній обрамлений чорно-біло-червоною облямівкою золотисто-жовтий прямокутник, в якому зображений ширяючий державний орел, звернений до древка. Чорні, білі і червоні смужки обрамлення мають рівну ширину, чорна знаходиться зовні. Ширина облямівки відноситься до загальної висоти штандарта як 1 до 10.
2. Державний службовий прапор (die Reichsdienstflagge) складається з трьох рівних по ширині поперечних смуг, зверху — чорна, в середині — біла, внизу — червона, у білій смузі, ближче до древка, зображений державний орел. Біла смуга вище і нижче державного орла розширюється на 1/5 своєї ширини.

Усім установам та органам влади держави, виключаючи державного президента, міністра збройних сил і тих, хто використовують державний військовий прапор або прапор державної пошти, пропонується використовувати державний службовий прапор.
Всі державні службові будівлі повинні мати вивішені чорно-біло-червоний прапор і прапор зі свастикою або державний службовий прапор і прапор зі свастикою.
Службові плавзасоби на внутрішніх водах і на море повинні нести державний службовий прапор, а також, при можливості, — прапор зі свастикою.

Указом державного міністра внутрішніх справ від 29 квітня 1933 було наказано всім комерційним суднам з 1 травня 1933, крім кормового чорно-біло-червоного прапора, піднімати на фок-щоглі або гюйс-штоку прапор зі свастикою (нім. die Hakenkreuzflagge).

Штандарт державного президента 1933-1935
Державний службовий прапор 1933-1935
Гюйс 1933-1935
Прапор державного військового міністра 1933-1935
Прапор торгових суден з капітанами з колишніх морських офіцерів 1933-1935
Прапор державної пошти 1933-1935
Прапор Вільної Держави Пруссія 1933-1945

«Третім приписом про попереднє регулювання використання прапорів» від 16 липня 1933
про зміну приписів про німецькі прапори від 11 квітня 1921 року, було встановлено, що торговий прапор із Залізним Хрестом відтепер називається прапором для колишніх морських офіцерів як капітанів торгових суден (die Flagge für ehemalige Marineoffiziere als Führer von Handelsschiffen) і складається з трьох рівних по ширині поперечних смуг, зверху — чорна, в середині — біла, внизу — червона, з зображенням на чорній смузі Залізного Хреста, двічі облямованим білою облямівкою.
«Приписом про попереднє регулювання використання прапорів на комерційних суднах» від 20 грудня 1933 року було підтверджено, що німецькі комерційні судна несуть чорно-біло-червоний прапор і прапор зі свастикою одночасно і вперше на державному рівні встановлено опис прапора зі свастикою:

Прапор з гачкуватим хрестом (нім. die Hakenkreuzflagge) має червоне полотнище, на горизонтальній середній осі якого, ближче до древка, білий круг, в якому зображено чорний гачкуватий хрест (нім. das Hakenkreuz , свастика), гаки якого повернені на 45 градусів. Білий круг і чорний гачкуватий хрест (свастика) мають загальний центр. Гаки хреста (свастики) спрямовані від древка (на зворотному боці полотнища — навпаки). Діаметр білого круга становить 3/4 висоти полотнища прапора. Довжина хрестовин хреста (свастики) дорівнює половині висоти полотнища. Ширина хрестовин хреста і його гаків дорівнює 1/10 висоти полотнища. Зовнішня довжина гаків становить 3/10, внутрішня — 2/10 висоти полотнища. Відношення висоти полотнища до його довжини як 3 до 5.

## 1935—1945
11 квітня 1935 «Приписом про штандарти вождя і державного канцлера» було встановлено:

Штандарт вождя і державного канцлера — рівносторонній, облямований чорно-біло-чорною облямівкою, червоний прямокутник, що несе в білому колі, обрамленому золотими дубовими листками, чорний гачкуватий хрест (свастику) з чорно-білою облямівкою. У чотирьох кутах штандарта поперемінно розташовані орел на гачкуватому хресті (свастиці) в дубовому вінку і орел збройних сил, все в золоті.

23 червня 1935 був затверджений новий прапор державного міністра збройних сил

Штандарт  вождя та  імперського канцлера 1935-1945
Прапор державного військового міністра 23 червня - 5 жовтня 1935
Прапор державного військового міністра і головнокомандувача збройними силами 1935-1938

15 вересня 1935 на партійному з'їзді НСДАП у Нюрнберзі серед інших «Нюрнберзьких законів» був прийнятий «Закон про державний прапор» (das Reichsflaggengesetz), яким було встановлено:

1. Державні кольори — чорний, білий і червоний.
2. Державним і національним прапором (die Reichs-und Nationalflagge) є прапор зі свастикою (die Hakenkreuzflagge). Він також є торговим прапором.
3. Вождь і державний канцлер встановить форму державного військового (die Reichskriegsflagge) і державного службового прапора (der Reichsdienstflagge).

5 жовтня 1935 було видано припис про державний військовий прапор, гюйс військових кораблів, торговий прапор із Залізним Хрестом, прапор державного військового міністра і головнокомандувача збройними силами:

Державний військовий прапор 1938-1945
Гюйс військових кораблів 1935-1945
Торговий прапор із Залізним хрестом 1935-1945

1. Державний військовий прапор (die Reichskriegsflagge) являє собою червоне прямокутне полотнище, на середній осьовій лінії якого, ближче до древка, знаходиться двічі чорним і білим облямований білий круг з похилим гачкуватим хрестом (свастикою), нижній гак якого звернений до древка. Під білим кругом лежить чотири рази розділений білим і тричі розділений чорним хрест, продовження хрестовин якого є вертикальним і горизонтальним діаметрами білого кола. У внутрішньому верхньому червоному полі (у крижі) поміщений Залізний Хрест, облямований білим. Висота прапора відноситься до його довжини як 3:5.
2. Гюйс військових кораблів (die Gösch der Kriegsschiffe) — червоне прямокутне полотнище, на середній осьовій лінії якого, ближче до древка, знаходиться білий круг з поставленим на кут гачкуватим хрестом, нижній гак якого звернений до древка. Висота прапора відноситься до його довжини як 3:5.
3. Торговий прапор із Залізним Хрестом (die Handelsflagge mit dem Eisernen Kreuz) — із зображенням Залізного Хреста у верхньому кутку червоне прямокутне полотнище, на середній осьовій лінії якого, ближче до древка, знаходиться білий круг з чорним, поставленим на кут гачкуватим хрестом, нижній гак якого звернений до древка. Висота прапора відноситься до його довжини як 3:5.
4. Прапором державного військового міністра і головнокомандувача збройними силами (die Flagge des Reichskriegsministers und Oberbefehlshabers der Wehrmacht) є державний військовий прапор з наступними відмінностями: полотнище рівностороннє, з усіх сторін прапор має біло-чорне обрамлення, у верхньому полі біля древка і в нижньому полі біля вільного краю прапора зображено Залізний Хрест в білій облямівці, в нижньому полі біля древка і у верхньому полі біля вільного краю прапора зображений орел збройних сил, обведений білим.

Державний службовий прапор
1935—1945

31 жовтня 1935 було видано «Припис про державний службовий прапор», яким було встановлено:

Державний службовий прапор (die Reichsdienstflagge) — червоне прямокутне полотнище, що несе в середині на білому колі чорний гачкуватий хрест з чорно-білим обрамленням, його нижній гак звернений до древка. У внутрішньому верхньому куті прапора знаходиться чорно-білий вищий знак держави (das Hoheitszeichen des Reichs). Голова орла звернена до древка. Висота прапора відноситься до його довжини як 3:5.

8 травня 1945 був підписаний акт про військову капітуляцію збройних сил Німеччини, 23 травня 1945 державне існування Німеччини було припинено і окупаційні влади СРСР, США, Великої Британії та Франції заборонили всі види німецьких прапорів у всіх чотирьох окупаційних зонах.
У 1949 році в ФРН та НДР був прийнятий чорно-червоно-золотий прапор, що використовувався в XIX столітті як прапор Німецького Союзу і символ німецької єдності, а в 1919—1933 роках — як прапор Німеччини (НДР додала в 1959 році в центр прапора герб НДР).